# Roberto Primavera
Roberto Primavera (Pisa, 20 agosto 1941) è uno scacchista italiano.
Era figlio di un altro scacchista, Giuseppe Primavera.

## Carriera scacchistica
Nel 1963 vinse il Campionato italiano di scacchi a squadre con i "Comunali" di Roma.

Nello stesso anno partecipò alle Universiadi di Budua con la squadra italiana, ottenendo una insperata qualificazione alla Finale "A".
Conseguì il titolo di Maestro FSI nel 1964.Vinse anche nel 1964, nel 1966 e nel 1971 il Campionato Italiano a squadre con i "Comunali" di Roma e nel 1973 con l'Accademia Scacchistica Romana.
Ai Campionati Italiani del 1970 ottenne il 2º posto ex aequo. Partecipò come terza scacchiera nella squadra italiana alle Olimpiadi di Siegen nello stesso anno.
Maestro ASIGC del gioco per corrispondenza, nel 1965 vinse il titolo di Campione italiano.